# Castanopsis calathiformis
Castanopsis calathiformis ist eine in Südostasien vorkommende Baumart aus der Familie der Buchengewächse (Fagaceae). Die Nüsse sind essbar.

## Merkmale
Castanopsis calathiformis ist ein immergrüner, bis zu 20 Meter hoher Baum. Der Stammdurchmesser erreicht über 65 Zentimeter. 
Die kurz gestielten, ledrigen, kahlen Laubblätter sind gesägt und spitz bis stumpf. Die Blätter sind verkehrt-eiförmig bis eiförmig. Der Blattstiel trägt keine Drüse.
Die Fruchtbecher (Cupulae) sind mit dünnen, dachziegelartigen Schuppen besetzt. Diese sind am zugespitzt und aufrecht. Die etwa eiförmigen Fruchtbecher schließen bis zur Hälfte die einzige, kleine, etwa 1,5 Zentimeter große, fast kahle, eiförmige Nuss ein. Um den „Umbo“ ist sie etwas behaart. Die Rhachis des Fruchtstands ist mindestens 15 Zentimeter lang.
Blütezeit ist Januar bis Mai, meist April bis Mai. Die Fruchtreife erfolgt zwischen April und Dezember, meist von Juli bis Oktober.

## Verbreitung und Standorte
Die Art kommt in Thailand, Yunnan, Laos und Vietnam vor. Sie wächst in feuchten, höher gelegenen gemischten laubwerfenden Wäldern, in immergrünen Hügel-Wäldern sowie in tieferen und höheren Bergwäldern in 700 bis 2000 m Höhe, meist in 1800 bis 2000 m.

## Belege
- Chamlong Phengklai: A synoptic account of the Fagaceae of Thailand.In: Thai Forest Bulletin. 2006, Band 34, S. 53–175.
- Castanopsis calathiformis in der Flora of Thailand.